# Сапунче
Сапунче (Saponaria) са род цъфтящи растения от семейство Карамфилови (Caryophyllaceae). Местен за Европа и Азия.

## Етимология
Името на рода Saponaria произлиза от латинското sapo („сапун“) и -aria („отнасящо се до“), и поне един вид, обикновено сапунче, е използван за производството на сапун. Той съдържа сапонини и може да се получи течен сапун чрез накисване на листата във вода. Този сапун все още се използва за почистване на деликатни антични гоблени.

## Описание
Растенията от рода сапунче са тревисти многогодишни и едногодишни, някои с дървесни основи. Цветовете са в изобилие, пет-листенца и обикновено в нюанси на розово или бяло.
Най-познатият вид може да е обикновен сапун (S. officinalis), който е местен за Евразия, но е известен в голяма част от света като въведен вид, често плевел, а понякога и култивирано декоративно растение.

## Вредители
Видовете сапунчета се изяждат от ларвите на някои Lepidoptera, включително Lychnis и Coleophora saponariella, което е изключително за рода.

## Класификация
Родът е тясно свързан с Lychnis и Silene, като се отличава от тях по това, че има само два (не три или пет) стила в цветето. Той също е свързан с Gypsophila, но чашката му е с цилиндрична форма, а не с камбана.
Род Сапунче включва между 30 и 40 вида.
Някои от видовете в род Сапунче са:
- Saponaria bargyliana[9]
- Saponaria bellidifolia
- Saponaria caespitosa
- Saponaria calabrica
- Saponaria glutinosa – Лепкаво сапунче
- Saponaria jagelii
- Saponaria karapinarensis[10]
- Saponaria kotschyi[11]
- Saponaria lutea
- Saponaria ocymoides
- Saponaria officinalis – обикновено сапунче
- Saponaria pamphylica
- Saponaria pumila[12]
- Saponaria pumilio
- Saponaria sicula
- Saponaria suffruticosa[13]